# Sanja Iveković
Sanja Iveković, hrvaška umetnica, * 6. januar 1949, Zagreb.
Sanja Iveković za svoje umetniško ustvarjanje uporablja zelo raznolike medije, kot so fotografija, kiparstvo, video, performans in instalacije. Mnogokrat tudi intervenira v urbani prostor ali se loteva različnih umetniških akcij.
Znana je kot umetnica, ki je veliko pozornost namenila družbenemu aktivizmu in pri svojih delih preusmerila pozornost iz estetskih na etične vrednote. Nekateri kritiki jo uvrščajo med največje video in performativne umetnice dvajsetega stoletja, kot so VALIE EXPORT, Martha Rosler, Marina Abramović, in umetnike, kot so Vito Acconci, Gary Hill in drugi.
Sanja Iveković je poleg Vlaste Delimar na Hrvaškem prva, ki jo povezujemo s pojmom feministična umetnost. Vsa njena dela se navezujejo na feministično prakso in teorijo. V svojih delih problematizira položaj ženske v današnjem času in družbi. Ukvarja se tudi z medijsko reprezentacijo ženske ter s proučevanjem posledičnih družbenih učinkov, ki jih prevladujoče medijske reprezentacije (pretežno idealiziranih) ženskih podob povzročajo. Po propadu socialističnega režima se je ukvarjala s posledicami kapitalistične ureditve in socialnih posledic, ki jih je ta prinesla predvsem za ženske.